# Brett Dalton
Brett Patrick Dalton (San Jose, Califórnia, Estados Unidos em 7 de Janeiro de 1982) é um ator americano. Foi membro do elenco da série de televisão, Agents of S.H.I.E.L.D. desde novembro de 2013 até o início de 2018. Brett Dalton tambem interpreta Mike no jogo Until Dawn de 2015.

## Filmografia
| Ano 2020  | Título Just My Type             | Papel Martin Clayborne | Notas                         |
| --------- | ------------------------------- | ---------------------- | ----------------------------- |
| 2007      | Nurses                          | Dr. Kurt Taylor        | Telefilme                     |
| 2010      | 1:00am Games                    | Travis                 | Curta-metragem                |
| 2012      | Blue Bloods                     | Phillip Gibson         | Episódio: "Collateral Damage" |
| 2012      | Army Wives                      | Beach Runner           | Episódio: "Fatal Reaction"    |
| 2013      | Killing Lincoln                 | Robert Todd Lincoln    | Telefilme                     |
| 2013      | Beside Still Waters             | James                  | Pós-produção                  |
| 2013-2018 | Marvel's Agents of S.H.I.E.L.D. | Agent Grant Ward/ Hive | Série regular                 |
| 2015      | Until Dawn                      | Mike                   | Jogo                          |
| 2020      | Just My Type                    | Martin Clayborne       | Filme                         |
| 2017      | The Tourist                     | Eric Lombard           | Filme                         |
| 2018      | Once upon a christmas miracle   | Chris Dempsey          | Filme                         |
| 2017      | The Resurrection of Gavin Stone | Gavin Stone            | Filme                         |
| 2018      | Cooking with Love               | Stephen Harris         | Filme                         |
| 2016      | Trust No One                    | Victor                 | Filme                         |